# 光の数だけグラマラス
「光の数だけグラマラス」（ひかりのかず-）は、安良城紅の5枚目シングル。

## 概要
- 前作から約4ヶ月ぶりとなる。
- DVD付き通常盤 (1,890円) とCDのみの通常盤(1,050円) の2種類がある。初めてのDVD付きシングル、そして現在までの一つだけのDVD付きシングルである。
- 1曲目はコーセー「VISEE」CMソング。2連続本人CM出演の第1作目。第2作目「FLASH FLASH feat. KOHEI JAPAN」のiTunes Storeでリリースした時、「光の数だけグラマラス」のフォトショットからイメージのカバー・アートに付いた。
- 2曲目はNFL TOKYO 2005 イメージソング。
- 3曲目はアニメ「キム・ポッシブル」オープニングテーマ。

## 収録曲

### CD
1. 光の数だけグラマラス
  - 作詞：JUSME／作曲：福富幸宏／編曲：福富幸宏
  - コーセー「VISEE」CMソング。2連続本人CM出演の第1作目。
2. THE POWER
  - 作詞：CMJK／作曲：CMJK／編曲：CMJK
  - NFL TOKYO 2005 イメージソング。
3. CALL ME, BEEP ME! (Exclusive version)
  - 作詞：Cory Lerious・George Gabriel／作曲：Cory Lerious・George Gabriel／編曲：CMJK
  - アニメ「キム・ポッシブル」オープニングテーマ。クリスティーナ・ミリアンの外国版のカバー曲。
4. 光の数だけグラマラス (Instrumental)
5. THE POWER (Instrumental)

### DVD
1. 光の数だけグラマラス (PV)